# Pachyscia plagiata
Pachyscia plagiata är en insektsart som beskrevs av Ludwig Redtenbacher 1908. Pachyscia plagiata ingår i släktet Pachyscia och familjen Diapheromeridae. Inga underarter finns listade i Catalogue of Life.